# Emma di Provenza
Emma (980 circa – 1062) fu contessa consorte di Tolosa d'Albi e di Nîmes, dal 998 circa al 1037 e marchesa di Provenza dal 1037 fino alla morte.

## Origine
Figlia del conte di Provenza e Marchese di Provenza, Rotboldo III e della moglie (vengono citati come marito e moglie, sia in un documento della Histoire de Monmajour, Revue Historique de Provence, 1ère année che nel documento nº 131 del Verlorene Urkunden Rudolf III), Ermengarda (come viene ribadito nel documento nº 172 del volume V delle Preuves de l'Histoire Générale de Languedoc), di cui non si conoscono con esattezza gli ascendenti, ma pare che fosse parente prossima (alcuni storici sostengono addirittura la sorella) del conte di Savoia Umberto I Biancamano (980-1048), al quale il re di Arles, Rodolfo III di Borgogna fece dono di alcuni territori, che si trovavano tra Aix-les-Bains e la Savoia, i quali passarono sotto il governo del conte.
Rotboldo III era figlio del conte di Provenza e Marchese di Provenza, Rotboldo II (come ci viene confermato dalle Europäische Stammtafeln, vol II, 187 (non consultate), dove Rotbaldo III viene definito figlio di Rotbaldo II) e della moglie (come ci viene confermato dal documento nº 1987 del Recueil des Chartes de l'Abbaye de Cluny, tome III) Emilde di Gévaudan (?- dopo il 1000 circa), che secondo lo storico Szabolcs de Vajay era la figlia del visconte di Gévaudan Srefano di Brioude (915-967) e quindi sorella del visconte Bertrando I di Gévaudan (938-993).

## Biografia
Prima dell'anno 1000 (infatti secondo gli Archives du Gard in una donazione del 999, Emma risulta già moglie di Guglielmo), Emma fu data in sposa, come seconda moglie, al conte di Tolosa, Guglielmo III Tagliaferro (970-1037), divenendo contessa consorte di Tolosa d'Albi e di Nîmes. Guglielmo III Tagliaferro era figlio del conte di Tolosa, duca di Settimania, conte di Nîmes e conte d'Albi, Raimondo IV e di Adelaide d'Angiò, come risulta dalla Bolla pontificia n° IX di papa Benedetto IX del Bullaire de l'Abbaye de Saint-Gilles, figlia del Conte d'Angiò e poi, conte di Nantes e duca di Bretagna, Folco II e di Gerberga (secondo lo storico Maurice Chaume era figlia del Visconte Goffredo d'Orleans), infatti secondo il Cartulaire de l'abbaye de Saint-Chaffre du Monastier et Chronique de Saint-Pierre du Puy', era la sorella del conte d'Angiò, Goffredo detto Grisegonelle.
Questo matrimonio forse poteva essere avvenuto anche prima; infatti nel documento nº 153 del volume V delle Preuves de l'Histoire Générale de Languedoc viene citato il nome di Emma, ma si ritiene che in quel periodo la moglie di Guglielmo fosse ancora Arsinda d'Angiò, che secondo le Histoire générale de Languedoc, Preuves, tomus III era la figlia del conte d'Angiò, Goffredo detto Grisegonelle.
A seguito dei problemi, sorti dopo il 1020 tra il marito Guglielmo III ed il papa Giovanni XIX, a causa delle ruberie che lui ed i suoi vassalli perpetravano a danno dei beni ecclesiastici, nel 1023, Emma, assieme al marito, fecero una donazione, per la salvezza delle proprie anime, all'Abbazia di San Vittore (Marsiglia) e l'anno seguente Emma, assieme al figlio Ponzio, secondo il documento nº 181 del volume V delle Preuves de l'Histoire Générale de Languedoc fece una donazione all'abbazia di Sant'Andrea di Avignone.
Nel 1037, alla morte del fratello, il marchese di Provenza, Guglielmo III, senza eredi, Emma, secondo le Notes sur l'Histoire Générale de Languedoc, tome IV, prima parte, gli subentrò nel titolo di marchesa di Provenza. . Nello stesso anno, alla morte del marito il figlio, Ponzio II, divenne conte di Tolosa, mentre il secondo figlio, Bertrando, l'affiancò, nella conduzione del marchesato di Provenza.
Di Emma non si hanno altre notizie, a parte una donazione, fatta assieme al figlio Ponzio, alla chiesa di San Martino di Avignone, che è riportata, senza datazione, nel volume III dello Spicilegium a pag 388.
Emma morì nel 1062 lasciando al figlio, Bertrando I il titolo di marchese di Provenza.

## Discendenza
Emma diede a Guglielmo 4 figli:
- Ponzio[16] (?-1060), conte di Tolosa, da cui discesero i conti di Tolosa ed i marchesi di Provenza, tramite i figli Guglielmo IV e Raimondo di Saint Gilles.
- Bertrando (?- 1062), marchese di Provenza, assieme alla madre dal 1037 e, per qualche mese da solo, nel 1062.
- Ildegarda Elisa (?-?), sposò il conte Folco Bertrando I di Provenza (?-1054).
- Rangarda di Tolosa (?-?), sposò il conte Pietro Raimondo di Carcassonne (?-1060).

## Ascendenza
|                          |   |                      | Genitori                   |  |  | Nonni |  |  | Bisnonni              |  |  | Trisnonni              |  |
|                          |   |                      |                            |  |  |       |  |  | Bosone II di Provenza |  |  | Rotboldo I di Provenza |  |
|                          |   |                      |                            |  |  |       |  |  | Bosone II di Provenza |  |  | Rotboldo I di Provenza |  |
|                          |   | …                    |                            |  |  |       |  |  | Bosone II di Provenza |  |  |                        |  |
| Rotboldo II di Provenza  |   |                      |                            |  |  |       |  |  | Bosone II di Provenza |  |  |                        |  |
|                          |   | Costanza di Provenza | Carlo Costantino di Vienne |  |  |       |  |  |                       |  |  |                        |  |
|                          |   | Costanza di Provenza | Carlo Costantino di Vienne |  |  |       |  |  |                       |  |  |                        |  |
|                          |   | Costanza di Provenza | Teuberga                   |  |  |       |  |  |                       |  |  |                        |  |
| Rotboldo III di Provenza |   | Costanza di Provenza |                            |  |  |       |  |  |                       |  |  |                        |  |
|                          |   | Stefano di Gévaudan  | …                          |  |  |       |  |  |                       |  |  |                        |  |
|                          |   | Stefano di Gévaudan  | …                          |  |  |       |  |  |                       |  |  |                        |  |
|                          |   | Stefano di Gévaudan  | …                          |  |  |       |  |  |                       |  |  |                        |  |
| Emilde di Gévaudan       |   | Stefano di Gévaudan  |                            |  |  |       |  |  |                       |  |  |                        |  |
|                          |   | …                    | …                          |  |  |       |  |  |                       |  |  |                        |  |
|                          |   | …                    | …                          |  |  |       |  |  |                       |  |  |                        |  |
|                          |   | …                    | …                          |  |  |       |  |  |                       |  |  |                        |  |
| Emma di Provenza         |   | …                    |                            |  |  |       |  |  |                       |  |  |                        |  |
|                          | … | …                    |                            |  |  |       |  |  |                       |  |  |                        |  |
|                          | … | …                    |                            |  |  |       |  |  |                       |  |  |                        |  |
|                          | … | …                    |                            |  |  |       |  |  |                       |  |  |                        |  |
| …                        | … |                      |                            |  |  |       |  |  |                       |  |  |                        |  |
|                          |   | …                    | …                          |  |  |       |  |  |                       |  |  |                        |  |
|                          |   | …                    | …                          |  |  |       |  |  |                       |  |  |                        |  |
|                          |   | …                    | …                          |  |  |       |  |  |                       |  |  |                        |  |
| Ermengarda di Moriana    |   | …                    |                            |  |  |       |  |  |                       |  |  |                        |  |
|                          |   | …                    | …                          |  |  |       |  |  |                       |  |  |                        |  |
|                          |   | …                    | …                          |  |  |       |  |  |                       |  |  |                        |  |
|                          |   | …                    | …                          |  |  |       |  |  |                       |  |  |                        |  |
| …                        |   | …                    |                            |  |  |       |  |  |                       |  |  |                        |  |
|                          |   | …                    | …                          |  |  |       |  |  |                       |  |  |                        |  |
|                          |   | …                    | …                          |  |  |       |  |  |                       |  |  |                        |  |
|                          |   | …                    | …                          |  |  |       |  |  |                       |  |  |                        |  |
|                          |   | …                    |                            |  |  |       |  |  |                       |  |  |                        |  |

### Fonti primarie
- (LA)  Cartulaire de l'abbaye de Saint-Chaffre du Monastier et Chronique de Saint-Pierre du Puy.
- (LA)  Cartoulaire de l'abbaye de Saint Victor de Marseille, tome 1.
- (LA)  Bullaire de l'Abbaye de Saint-Gilles.
- (LA)  Recueil des Chartes de l'Abbaye de Cluny, tome III.
- (LA)  Histoire Générale de Languedoc, Tome V, Preuves, Chartes et Diplômes.
- (LA)  Monumenta Germaniae Historica, Regum Burgundiae et Stirpe Rudulfina Diplomata et Acta.

### Letteratura storiografica
- Louis Alphen, La Francia nell'XI secolo, in «Storia del mondo medievale», vol. II, 1999, pp. 770–806
- Paul Fournier, Il regno di Borgogna o d'Arles dall'XI al XV secolo, in «Storia del mondo medievale», vol. VII, 1999, pp. 383–410
- (FR)  Archives du Gard.
- (FR)  Preuves de l'Histoire Générale de Languedoc, tome III.
- (FR)  Notes sur l'Histoire Générale de Languedoc, tome IV, prima parte.